# Route nationale 84a
Die N84A war eine französische Nationalstraße, die 1890 als Verbindung zwischen der N84 und N206 am Défilé de l'Écluse entstand. Ihre Länge betrug nur 500 Meter. 1933 wurde sie in N206A umnummeriert. Sie befindet sich an einer Engstelle der Rhone, wo das Fort de l'Écluse, welches aus zwei Teilen besteht (Fort d'en Haut und Fort d'en Bas), errichtet wurde. Weiterhin verläuft durch die Engstelle die Bahnlinie von Lyon nach Genf, welche in Höhe der Straße durch einen Tunnel verläuft. Von der Bahnstrecke zweigt westlich der Engstelle die Strecke nach Le Bouveret ab, welche auf der anderen Uferseite der Rhone ebenso die Engstelle passiert. Die Einmündung in die N84 erfolgt mit spitzen Winkel, dass die Kreuzung die Funktion einer Verzweigung hat. 1978 wurde die Straße dann Teil der N206 und 2006 erfolgte die Abstufung. 1933 wurde eine neue N84A als Seitenast der N84 festgelegt. Diese befindet sich im Artikel der Route nationale 84.